# تشاه رضاييان (يونسي)
تشاه رضاییان (بالإنجليزية: Chah-e Rezaiyan)‏ هي مستوطنة تقع في إيران في قسم يونسي الريفي.